# 中部防空管制群
中部防空管制群（ちゅうぶぼうくうかんせいぐん）は、入間基地に所在する中部航空警戒管制団隷下の部隊である。

## 部隊編成
- 群本部
- 防空管制隊
- 警戒通信隊

## 主要幹部
| 官職名                                | 階級    | 氏名   | 補職発令日     | 前職                             |
| ------------------------------------- | ------- | ------ | -------------- | -------------------------------- |
| 中部航空警戒管制団 中部防空管制群司令 | 1等空佐 | 武田剛 | 2022年01月20日 | 航空自衛隊幹部候補生学校学生隊長 |

| 代 | 氏名       | 在職期間                        | 前職                                                     | 後職                                         |
| -- | ---------- | ------------------------------- | -------------------------------------------------------- | -------------------------------------------- |
|    | 二川有誠   | 0000年00月00日 - 1969年07月15日 |                                                          | 中部航空警戒管制団付                         |
|    | 山口東二   | 0000年00月00日 - 1970年07月15日 |                                                          | 航空自衛隊幹部学校学校教官                   |
|    |            | 0000年00月00日 - 0000年00月00日 |                                                          |                                              |
|    | 田中榮一   | 1971年07月16日 - 1973年09月30日 | 中部航空警戒管制団第44警戒群司令 兼 峯岡山分とん基地司令 | 第1高射群司令                                |
|    | 篠原重邦   | 1973年10月01日 - 1975年09月30日 | 統合幕僚学校学校教官                                     | 航空自衛隊幹部候補生学校第2教育部長          |
|    | 宮本忠     | 1975年10月01日 - 1977年03月15日 | 中部航空警戒管制団第44警戒群司令 兼 峯岡山分とん基地司令 | 中部航空警戒管制団付                         |
|    | 鈴木六郎   | 1977年03月16日 - 1979年03月15日 | 航空自衛隊幹部学校勤務                                   | 南西航空警戒管制隊司令                       |
|    | 庄子四郎   | 1979年03月16日 - 1981年03月15日 | 南西航空警戒管制隊 南西防空管制群司令                    | 北部航空警戒管制団副司令                     |
|    | 石橋永行   | 1981年03月16日 - 1982年06月30日 | 航空自衛隊第5術科学校第1教育部長                         | 統合幕僚学校学校教官                         |
|    | 森田修     | 1982年07月01日 - 1985年03月15日 | 南西航空警戒管制隊 南西防空管制群司令                    | 航空自衛隊第5術科学校第1分校長               |
|    | 古谷道彦   | 1985年03月16日 - 1986年08月31日 | 中部航空警戒管制団第1警戒群司令 兼 笠取山分屯基地司令    | 航空教育隊第2教育群司令                      |
|    | 小畑順一   | 1986年09月01日 - 1988年03月15日 | 中部航空警戒管制団第44警戒群司令 兼 峯岡山分屯基地司令   | 中部航空警戒管制団副司令                     |
|    | 関昭       | 1988年03月16日 - 1990年12月16日 | 航空幕僚監部防衛部勤務                                   | 第5航空団副司令                              |
|    | 伊與田佳彦 | 1990年12月17日 - 1992年10月15日 | 航空教育集団司令部教育部計画課長                         | 中部航空警戒管制団副司令                     |
|    | 山本茂雄   | 1992年10月16日 - 1995年03月31日 | 航空総隊司令部防衛部調査課長                             | 中部航空警戒管制団付                         |
|    | 石黒正昭   | 1995年04月01日 - 1996年07月31日 | 自衛隊埼玉地方連絡部長                                   | 北部航空警戒管制団副司令                     |
|    | 木村煕     | 1996年08月01日 - 1998年11月30日 | 第3輸送航空隊副司令                                      | 北部航空警戒管制団副司令                     |
|    | 高野宏四郎 | 1998年12月01日 - 2000年11月30日 | 統合幕僚学校学校教官                                     | 中部航空警戒管制団副司令                     |
|    | 久本幸男   | 2000年12月01日 - 2002年07月31日 | 統合幕僚会議事務局第1幕僚室 人事計画班長                 | 西部航空方面隊司令部総務部長                 |
|    | 小山直稔   | 2002年08月01日 - 0000年00月00日 | 航空幕僚監部防衛部運用課 運用第4班長                     |                                              |
|    | 松本慶治   | 2004年08月30日 - 2006年03月31日 | 北部航空警戒管制団第18警戒隊長 兼 稚内分屯基地司令       | 航空総隊司令部情報課長                       |
|    | 鎌田成俊   | 2006年04月01日 - 2008年07月31日 | 航空幕僚監部運用支援・情報部 運用支援課演習・検閲班長    | プログラム管理隊司令                         |
|    | 西川俊哉   | 2008年08月01日 - 2011年04月14日 | 警戒航空隊副司令（浜松）                                 | 北部航空警戒管制団副司令                     |
|    | 西本彰雄   | 2011年04月15日 - 2013年03月22日 | 北部航空警戒管制団第45警戒群司令 兼 当別分屯基地司令     | 南西航空警戒管制隊副司令                     |
|    | 井口裕康   | 2013年03月23日 - 2015年05月31日 | 航空幕僚監部人事教育部人事計画課 制度班長                | 南西航空警戒管制隊副司令                     |
|    | 松﨑勇樹   | 2015年06月01日 - 2017年07月31日 | 航空幕僚監部運用支援・情報部 情報課武官業務班長          | 航空幕僚監部人事教育部補任課 服務室長        |
|    | 斎藤和典   | 2017年08月01日 - 2019年 3月31日 | 統合幕僚監部防衛計画部防衛課付                           | 統合幕僚監部防衛計画部計画課統合防衛戦略室長 |
|    | 武田恭一   | 2019年 4月 1日 - 2022年 1月19日 | 統合幕僚監部運用部運用第３課 訓練評価・支援班長          | 静岡地方協力本部長                           |
|    | 武田剛     | 2022年 1月20日 -                | 航空自衛隊幹部候補生学校学生隊長                         |                                              |